# Sphecodes nigricans
Sphecodes nigricans là một loài Hymenoptera trong họ Halictidae. Loài này được Timberlake mô tả khoa học năm 1940.